# Josef Straka (Eishockeyspieler)
Josef Peppa Straka (* 11. Februar 1978 in Jindřichův Hradec, Tschechoslowakei) ist ein tschechischer Eishockeyspieler, der seit 2022 beim KHL Meteor Třemošná in der vierten tschechischen Liga spielt.

## Karriere
Josef Straka begann seine Karriere als Eishockeyspieler beim KLH Jindřichův Hradec in seiner Geburtsstadt. Als 13-Jähriger wechselte er 1991 zum HC Litvínov, für dessen Profimannschaft er in der Saison 1995/96 sein Debüt in der tschechischen Extraliga gab. Zuvor war er zweimal tschechischer U18-Meister geworden. Dabei kam er in 33 Spielen zum Einsatz und erzielte elf Scorerpunkte und wurde Vizemeister. In den folgenden Spielzeiten war der Mittelstürmer Stammspieler in Lítvinov, ehe er im Laufe der Saison 1999/2000 zum HC Plzeň wechselte. Zuvor war er beim CHL Import Draft 1995 von den Kelowna Rockets an insgesamt 35. Position und beim NHL Entry Draft 1996 von den Calgary Flames in der fünften Runde als insgesamt 122. Spieler ausgewählt worden. Beide Drafts führten jedoch nicht zu einem Engagement in Nordamerika. Bei seinem neuen Club spielte er saisonübergreifend vier Jahre lang, ehe er die Saison 2004/05 nach vorübergehenden Stationen bei dessen Ligarivalen HC Sparta Prag und HC Znojemští Orli, beim EHC Linz in der Österreichischen Eishockey-Liga beendete. 2004 war er für das gemeinsame All-Star-Game der tschechischen und der slowakischen Extraliga nominiert worden.
Die Saison 2005/06 begann Straka bei seinem Ex-Club HC Plzeň und beendete sie beim HC Sparta Prag, für den er bereits im Vorjahr aufgelaufen war. Mit den Hauptstädtern wurde er am Saisonende Tschechischer Meister. Zur folgenden Spielzeit wurde der Rechtsschütze von Lukko Rauma aus der finnischen SM-liiga verpflichtet. Für die Nordeuropäer erzielte er in 56 Spielen 24 Tore und gab weitere 36 Vorlagen und wurde damit zweitbester Scorer der Liiga nach Martin Kariya von den Espoo Blues. Nach einem Jahr verließ er den Verein wieder und schloss sich dem russischen Klub Sewerstal Tscherepowez an, für den er bis 2012 spielte – zunächst ein Jahr lang in der russischen Superliga und ab der Saison 2008/09 in der neu gegründeten Kontinentalen Hockey-Liga. Dabei absolvierte er insgesamt über 200 Partien für Sewerstal, in denen er 79 Tore erzielte.
Im Januar 2012 wechselte Straka innerhalb der KHL zum Ak Bars Kasan, für den er bis Saisonende in 22 Partien auflief und in diesen fünf Tore und drei Assists erzielte. Danach erhielt er bei Ak Bars keinen neuen Vertrag und wurde im Juni 2012 von Awtomobilist Jekaterinburg verpflichtet. Dort spielte er bis Ende Dezember 2012, ehe er Anfang Januar 2013 erneut von Lukko Rauma unter Vertrag genommen wurde.
Für die Saison 2013/14 unterschrieb Straka einen Kontrakt bei den SCL Tigers aus der National League B. Für die Langnauer bestritt er jedoch lediglich sechs Partien, ehe das Vertragsverhältnis frühzeitig aufgelöst wurde. Es folgte ein Try-Out beim tschechischen Erstligisten HC Plzeň, wo er jedoch keinen längerfristigen Vertrag erhielt. Schließlich wurde der Center im November 2013 von Piráti Chomutov verpflichtet. Nach zwei Jahren beim HC České Budějovice, wo er 2015 Topscorer der 1. Liga wurde, und einem beim italienischen HC Gherdëina ging er 2017 nach Deutschland und spielte dort mehrere Jahre unterklassig. 2022 kehrte er in seine Heimat zurück und spielt dort beim KHL Meteor Třemošná in der vierten tschechischen Liga.

### International
Für Tschechien nahm Straka im Juniorenbereich an den U18-Junioren-Europameisterschaften 1995, als er bester Vorbereiter des Turniers war, und 1996 sowie den U20-Junioren-Weltmeisterschaften 1996 und 1998 teil. Im Seniorenbereich stand er 2007 und 2008 im Aufgebot seines Landes bei der Euro Hockey Tour.

## Erfolge und Auszeichnungen
- 1994 Tschechischer U18-Meister mit dem HC Litvínov
- 1995 Tschechischer U18-Meister mit dem HC Litvínov
- 1995 Bester Torvorbereiter bei der U18-Europameisterschaft 1995
- 1996 Tschechischer Vizemeister mit dem HC Litvínov
- 2004 All-Star-Game der tschechischen und der slowakischen Extraliga
- 2006 Tschechischer Meister mit dem HC Sparta Prag
- 2015 Topscorer der 1. Liga

## Karrierestatistik

### International
(Legende zur Spielerstatistik: Sp oder GP = absolvierte Spiele; T oder G = erzielte Tore; V oder A = erzielte Assists; Pkt oder Pts = erzielte Scorerpunkte; SM oder PIM = erhaltene Strafminuten; +/− = Plus/Minus-Bilanz; PP = erzielte Überzahltore; SH = erzielte Unterzahltore; GW = erzielte Siegtore; 1 Play-downs/Relegation; Kursiv: Statistik nicht vollständig)